# Риба-листок
Ри́ба-листо́к (Monocirrhus polycanthus) — єдиний представник південноамериканського роду моноци́рус (Monocirrhus) з родини поліцентрових (Polycentridae). Ці надзвичайно своєрідні рибки мешкають у басейні Амазонки в межах Бразилії, Болівії, Перу, Колумбії та Венесуели. Звичайною їх домівкою є невеличкі річки, лісові струмки, ставки і болітця, зовнішні відгалуження великих річок.

## Опис
Риба-листок має високе, майже яйцеподібної форми тіло, сильно стиснуте з боків. Плавці невеличкі, спинний має 16-17 твердих і 12-13 м'яких променів, анальний — 12-13 твердих і 12-14 м'яких. Морда гостра, рот великий і глибоко вирізаний, озброєний численними дрібними зубами, щелепи можуть висовуватись далеко вперед. На нижній губі є м'ясистий вусоподібний відросток. Довжина риб становить близько 8 см.
Забарвлення може сильно змінюватись, завдяки чому риби пристосовуються до оточуючого середовища. Серед рослин забарвлення буває зазвичай жовтувато-зеленим з темним мармуровим малюнком.
Статеві відмінності невиразні.

## Спосіб життя
Моноцируси ведуть прихований, хижацький, переважно нічний спосіб життя, тримаються в гущавині рослин поблизу берегів.
Мімікрія, притаманна цьому видові, робить риб практично непомітними. Усією своєю зовнішністю й способом поведінки риба-листок імітує відмерле листя, що спадає з дерев у воду й зноситься течією. Схожість просто вражаюча. Тут є все: і відповідна форма, і забарвлення, риби навіть лягають на бік і практично не рухаються, а виріст на нижній губі імітує корінець листка.
Такий камуфляж надійно захищає моноцирусів від більших хижаків і не менш надійно збиває з пантелику дрібну рибу, що стає їхньою жертвою. Дрібні рибки, що опинилися поруч, перетворюються на легку здобич.
Рот у риб-листків може дуже широко розкриватися, перетворюючись на витягнуту уперед трубчасту пащу. Довжина цієї «трубки» дорівнює третині довжини всього тіла. За її допомогою ці малі хижаки легко справляються зі здобиччю.

## Утримання в акваріумі
Акваріум для утримання цих риб повинен бути просторим, місткістю не менше, ніж 100 літрів, з густою рослинністю і безліччю схованок. Для цього його декорують корчами та камінням. Освітлення має бути приглушеним. Вода потрібна стара, м'яка (2-8 dH), слабко кисла (pH 6,0-6,5), доволі тепла (23-25°С). Краще, якщо ґрунт буде темним.
Тримаються ці риби переважно в середніх шарах води. Вони малорухливі й майже весь час перебувають у схованках, активізуються лише надвечір.
Головний момент, що ставить моноцирусів у розряд проблемних видів, пов'язаний з їх годівлею. Це виразні хижаки, і приймають вони майже виключно живу рибу, а до того ще й мають відмінний апетит. Найкраще як кормові риби підходять живородки. Додатково рибам-листкам пропонують шматочки яловичини, філе морських риб, м'ясо криля тощо; проте, це може бути лише тимчасовим заходом. Тільки повноцінна годівля забезпечує рибам здоров'я, без доброї кормової бази вони гинуть.

## Розведення в неволі
Моноцируси неодноразово розводилися в акваріумах. Нерест парний. Температура води має становити 26-28°С. Ікру риби відкладають на нижній бік широкого листка рослини або на інші плоскі предмети. Плідність становить до 300 ікринок. Самець доглядає за потомством. Він обмахує кладку плавцями, охороняє її, а в разі небезпеки затуляє власним тілом.
Інкубаційний період триває 3-4 доби, тоді личинки ще приблизно 3 дні висять на тонких ниточках поблизу колишнього місця кладки. Малята виводяться доволі великими, їм відразу пропонують дрібний живий корм: наупліуси артемій та циклопів, нематоди. Розміри корму слід збільшувати поступово, орієнтуючись на найменших мальків. Молоді риби-листка властивий сильний канібалізм. Визрівають молоді риби у 16 місяців.

## Галерея

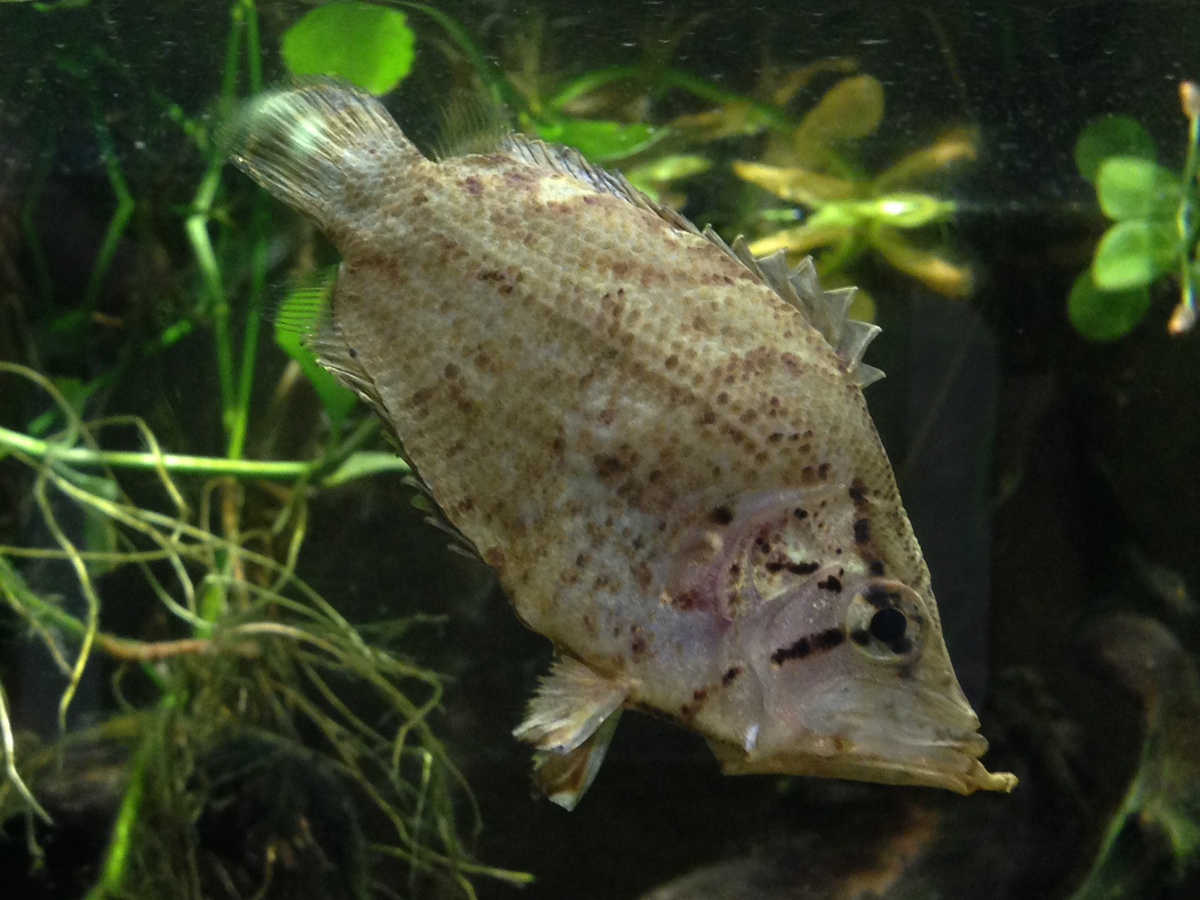
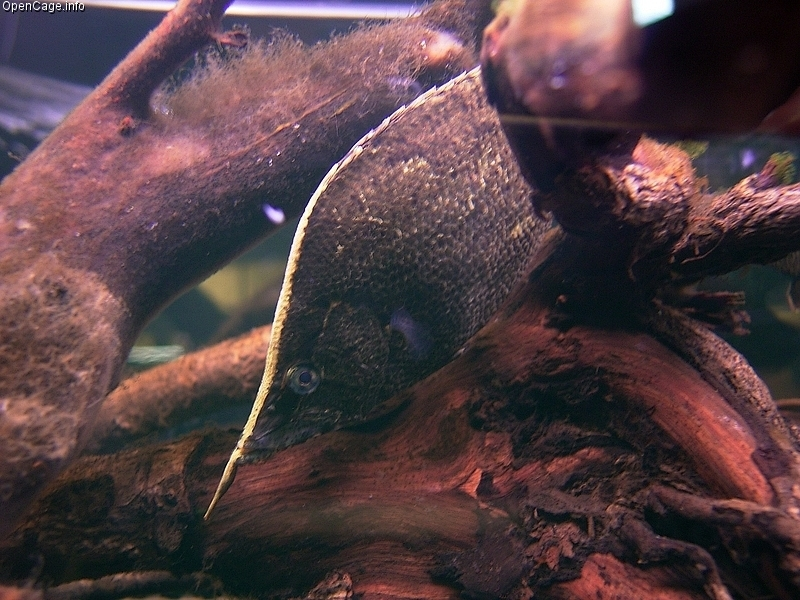
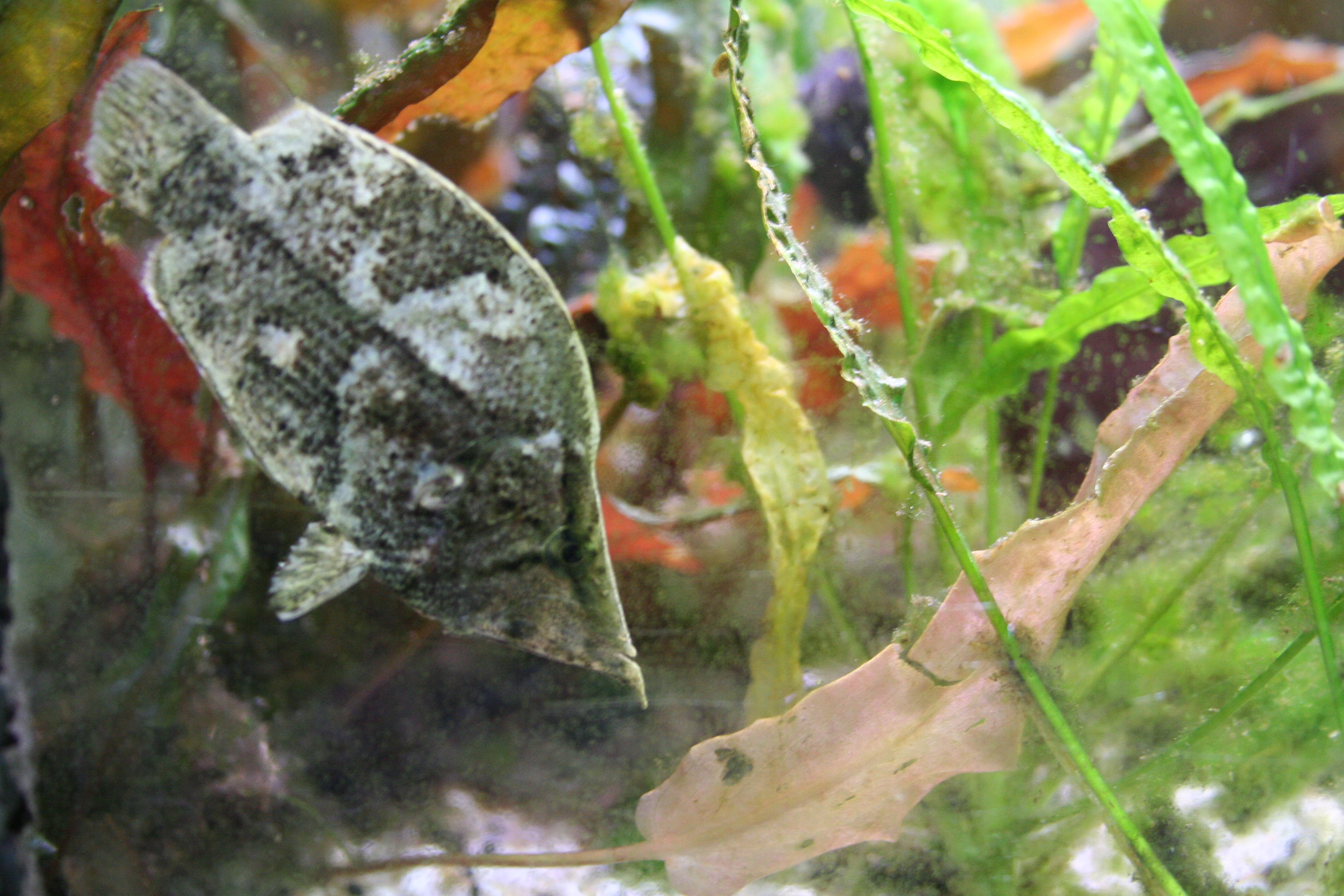
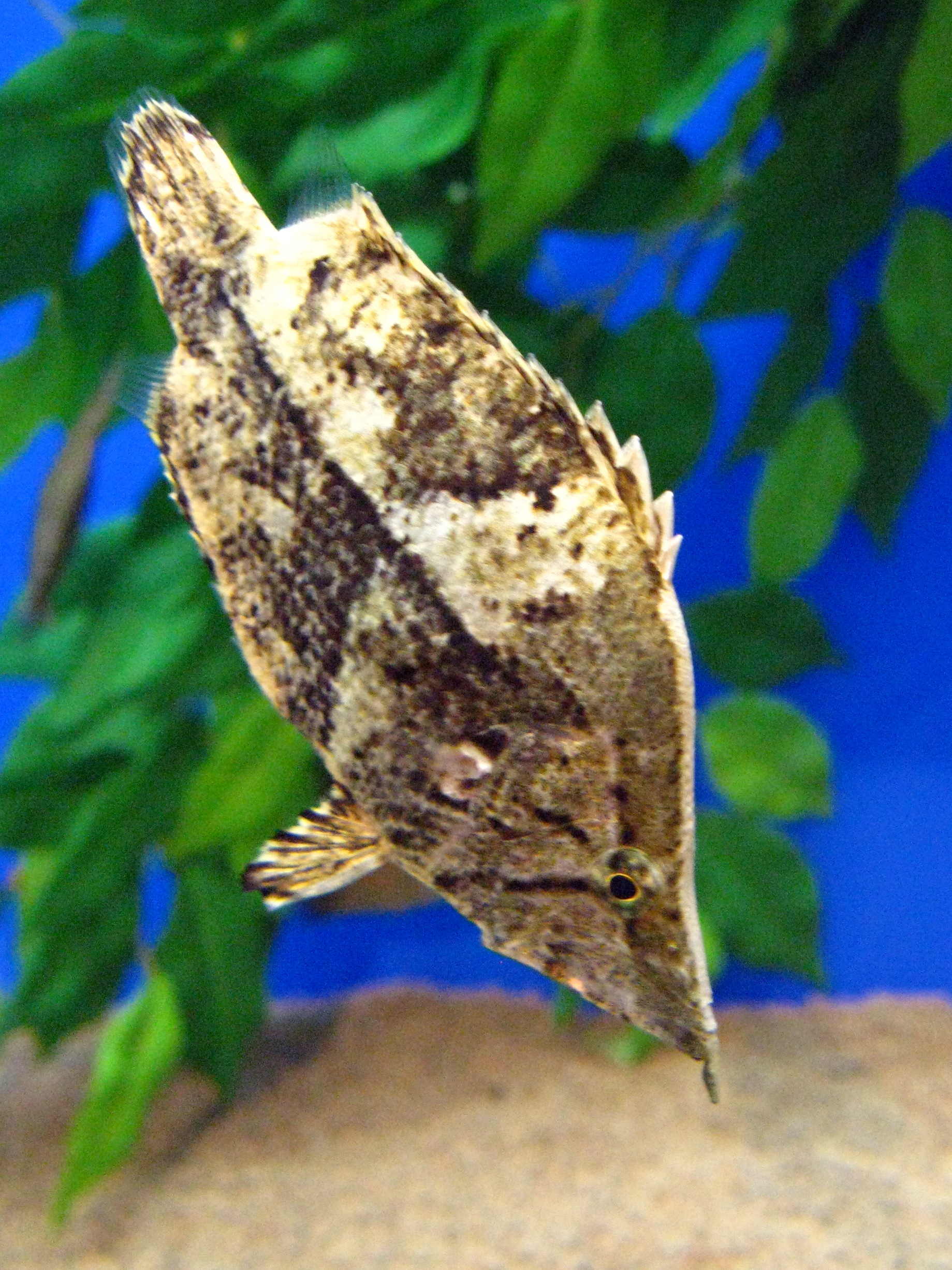